# Alberto Muro
Alberto Muro est un footballeur argentin né le 27 avril 1927 à Buenos Aires et mort le 21 janvier 1997 à La Colle-sur-Loup. Il évoluait au poste d'attaquant.

## Biographie
Alberto Muro arrive en France à Sochaux en cours de saison 1950-1951 mais doit attendre la saison suivante pour être qualifié et jouer. 
Il inscrit 128 buts en 269 matches de Division 1 française.
Il devient entraîneur-joueur à partir de 1962, à son arrivée à Cannes.

## Carrière de joueur
- 1947-1949 : Club Almagro,  Argentine
- 1950-1951 : Nacional,  Uruguay
- 1950-1956 : FC Sochaux,  France
- 1956-1959 : OGC Nice,  France
- 1959-1962 : FC Nancy,  France
- 1962-1964 : AS Cannes,  France
- 1964-1965 : SC Draguignan,  France
- 1965-1966 : AC Ajaccio,  France

## Carrière d'entraîneur
- 1962-1964 : AS Cannes,  France
- 1964-1965 : SC Draguignan,  France
- 1965-1970 : AC Ajaccio,  France
- 1974-1975 : AS Monaco,  France
- 1981-1982 : Paris FC,  France

## Palmarès
- Champion d'Uruguay en 1950 avec le Nacional
- Champion de France 1958-1959 avec l'OGC Nice